# Hydroptila howelli
Hydroptila howelli är en nattsländeart som beskrevs av Houp, Houp och Harris 1998. Hydroptila howelli ingår i släktet Hydroptila och familjen smånattsländor. Inga underarter finns listade i Catalogue of Life.